# Semiotus marciae
Semiotus marciae is een keversoort uit de familie kniptorren (Elateridae). De wetenschappelijke naam van de soort werd voor het eerst geldig gepubliceerd in 2011 door Wells en Riese.